# La posada del buen reposo
La posada del buen reposo (L'Auberge du Bon Repos) es una película muda de la productora francesa Star Film del año 1903, dirigida por Georges Méliès. Toma elementos de su previo filmes Una noche terrible (1896), sobre la idea del hombre que no puede dormir, y La posada embrujada (1897), donde se une el argumento de los objetos que cobran vida.

## Sinopsis
Un viajero ligeramente borracho llega a dormir a la habitación de una posada. Mientras se encuentra allí, numerosos objetos comienza a cobrar vida y lo persiguen; junto a un diablo que les sigue. Entusiasmados por el ruido, los habitantes de la posada penetran a la habitación del viajero, desatándose una frenética persecución.